# Кайдаул
Кайдаул — аул в Павлоградском районе Омской области России. Входит в состав Милоградовского сельского поселения. Население 220 чел. (2010), из них казахи 100 % . Основал аул человек по имени Кайдаул, руу керей, средний жуз. В настоящее время в ауле проживают в основном потомки Кайдаула. Подрод Емкен (Кайдаул, Тыныбек, Тастемир, Емкен, Турсумбай, Ташке, Абулхаир, Зейнулла...)))

## История
В соответствии с Законом Омской области от 30 июля 2004 года № 548-ОЗ «О границах и статусе муниципальных образований Омской области» Кайдаул вошёл в состав образованного Милоградовского сельского поселения.

## География
Расположен на юге региона, в степной зоне, вблизи государственной границы с Казахстаном.
Уличная сеть состоит из четырёх географических объектов: улицы Зелёная,
Лесная, Степная и Центральная.
Абсолютная высота — 115 метров над уровнем моря.

## Население
| 2010 |
| ---- |
| 220  |

Гендерный состав
По данным Всероссийской переписи населения 2010 года в гендерной структуре населения из 220 человек мужчин — 109, женщин — 111 (49,5 и	50,5 % соответственно).
Национальный состав
Согласно результатам переписи 2002 года, в национальной структуре населения казахи составляли 100 % из общей численности населения в 257 чел.

## Инфраструктура
Развитое сельское хозяйство.
Кладбище. На нём есть захоронение известного Кульжабая сына Кайдаула.

## Транспорт
Подъезд к аулу Кайдаул (идентификационный номер 52 ОП МЗ Н-373) длиной 4,00 км..